# Мока-Кроче
Мока-Кроче (фр. Moca-Croce, корс. Macà è Croci) — коммуна во Франции, находится в регионе Корсика. Департамент коммуны — Южная Корсика. Входит в состав кантона Тараво-Орнано. Округ коммуны — Сартен.
Код INSEE коммуны — 2A160.

## Население
Население коммуны на 2008 год составляло 221 человек.
| 1962 | 1968 | 1975 | 1982 | 1990 | 1999 | 2008 |
| ---- | ---- | ---- | ---- | ---- | ---- | ---- |
| 212  | 254  | 247  | 211  | 207  | 221  | 221  |

## Экономика
В 2007 году среди 109 человек в трудоспособном возрасте (15—64 лет) 74 были экономически активными, 35 — неактивными (показатель активности — 67,9 %, в 1999 году было 50,0 %). Из 74 активных работали 61 человек (37 мужчин и 24 женщины), безработных было 13 (8 мужчин и 5 женщин). Среди 35 неактивных 2 человека были учениками или студентами, 18 — пенсионерами, 15 были неактивными по другим причинам.
В 2008 году в коммуне насчитывалось 103 домохозяйства, в которых проживало 221 человек, медиана доходов составляла 14 321 евро на одного человека.